# Classificação dos Três Grandes

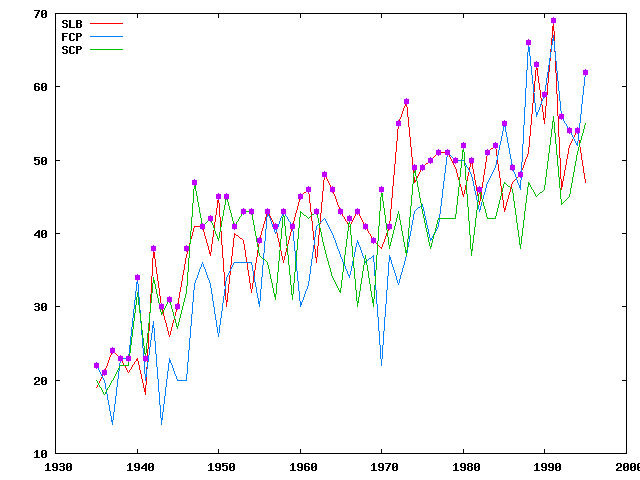
Pontos de SL Benfica, FC Porto e Sporting CP desde a época 1934-35 à época 1994-95. Durante este período uma vitória valia 2 pontos, um empate valia 1 ponto e uma derrota valia 0 pontos.

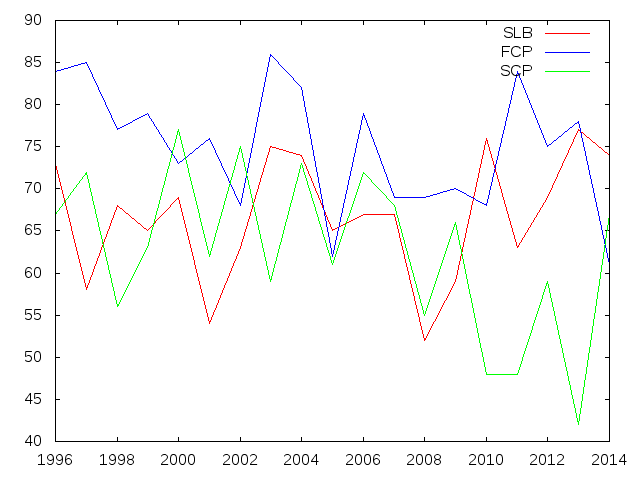
Pontos de SL Benfica, FC Porto e Sporting CP desde a época 1995-96, época a partir da qual uma vitória passou a valer 3 pontos, até à actualidade.

Desde a primeira época em 1934-35 até à actualidade que o vencedor do escalão principal do campeonato português de futebol tem sido regularmente o SL Benfica, o FC Porto ou o Sporting CP. Estes 3 clubes repartem 84 dos 86 títulos disputados. Os restantes dois títulos foram conquistados pelo Belenenses na época 1945-46 e pelo Boavista na época de 2000-01. 
O clube mais titulado é o SL Benfica com 38 títulos de campeão nacional, seguido do FC Porto com 30 e do Sporting CP com 21. O Boavista e o Belenenses têm 1 título. 
A Académica (1966-67), o Vitória de Setúbal (1971-72) e o SC Braga (2009-10) foram as restantes equipas que, para além dos cinco campeões, conseguiram alcançar o título de vice-campeão, desde que o campeonato se passou a disputar por pontos em 1934–35.

## Tabela
| Época   | SLB | pts  | FCP | pts  | SCP | pts  |
| ------- | --- | ---- | --- | ---- | --- | ---- |
| 2024-25 | 2.° | 80   | 3.° | 71   | 1.° | 82   |
| 2023-24 | 2.° | 80   | 3.° | 72   | 1.° | 90   |
| 2022-23 | 1.º | 87   | 2.º | 85   | 4.º | 74   |
| 2021-22 | 3.º | 74   | 1.º | 91   | 2.º | 85   |
| 2020-21 | 3.º | 76   | 2.º | 80   | 1.º | 85   |
| 2019-20 | 2.º | 77   | 1.º | 82   | 4.º | 60   |
| 2018-19 | 1.º | 87   | 2.º | 85   | 3.º | 74   |
| 2017-18 | 2.º | 81   | 1.º | 88   | 3.º | 78   |
| 2016-17 | 1.º | 82   | 2.º | 76   | 3.º | 67   |
| 2015-16 | 1.º | 88   | 3.º | 73   | 2.º | 86   |
| 2014-15 | 1.º | 85   | 2.º | 82   | 3.º | 76   |
| 2013-14 | 1.º | 74   | 3.º | 61   | 2.º | 67   |
| 2012-13 | 2.º | 77   | 1.º | 78   | 7.º | 42   |
| 2011-12 | 2.º | 69   | 1.º | 75   | 4.º | 59   |
| 2010-11 | 2.º | 63   | 1.º | 84   | 3.º | 48   |
| 2009-10 | 1.º | 76   | 3.º | 68   | 4.º | 48   |
| 2008-09 | 3.º | 59   | 1.º | 70   | 2.º | 66   |
| 2007-08 | 4.º | 52   | 1.º | 69   | 2.º | 55   |
| 2006-07 | 3.º | 67   | 1.º | 69   | 2.º | 68   |
| 2005-06 | 3.º | 67   | 1.º | 79   | 2.º | 72   |
| 2004-05 | 1.º | 65   | 2.º | 62   | 3.º | 61   |
| 2003-04 | 2.º | 74   | 1.º | 82   | 3.º | 73   |
| 2002-03 | 2.º | 75   | 1.º | 86   | 3.º | 59   |
| 2001-02 | 4.º | 63   | 3.º | 68   | 1.º | 75   |
| 2000-01 | 6.º | 54   | 2.º | 76   | 3.º | 62   |
| 1999-00 | 3.º | 69   | 2.º | 73   | 1.º | 77   |
| 1998-99 | 3.º | 65   | 1.º | 79   | 4.º | 63   |
| 1997-98 | 2.º | 68   | 1.º | 77   | 4.º | 56   |
| 1996-97 | 3.º | 58   | 1.º | 85   | 2.º | 72   |
| 1995-96 | 2.º | 73   | 1.º | 84   | 3.º | 67   |
| 1994-95 | 3.º | 47   | 1.º | 62   | 2.º | 55   |
| 1993-94 | 1.º | 54   | 2.º | 52   | 3.º | 51   |
| 1992-93 | 2.º | 52   | 1.º | 54   | 3.º | 45   |
| 1991-92 | 2.º | 46   | 1.º | 56   | 4.º | 44   |
| 1990-91 | 1.º | 69   | 2.º | 67   | 3.º | 56   |
| 1989-90 | 2.º | 55   | 1.º | 59   | 3.º | 46   |
| 1988-89 | 1.º | 63   | 2.º | 56   | 4.º | 45   |
| 1987-88 | 2.º | 51   | 1.º | 66   | 4.º | 47   |
| 1986-87 | 1.º | 48   | 2.º | 46   | 4.º | 38   |
| 1985-86 | 2.º | 47   | 1.º | 49   | 3.º | 46   |
| 1984-85 | 3.º | 43   | 1.º | 55   | 2.º | 47   |
| 1983-84 | 1.º | 52   | 2.º | 49   | 3.º | 42   |
| 1982-83 | 1.º | 51   | 2.º | 47   | 3.º | 42   |
| 1981-82 | 2.º | 44   | 3.º | 43   | 1.º | 46   |
| 1980-81 | 1.º | 50   | 2.º | 48   | 3.º | 37   |
| 1979-80 | 3.º | 45   | 2.º | 50   | 1.º | 52   |
| 1978-79 | 2.º | 49   | 1.º | 50   | 3.º | 42   |
| 1977-78 | 2.º | 51   | 1.º | 51   | 3.º | 42   |
| 1976-77 | 1.º | 51   | 3.º | 41   | 2.º | 42   |
| 1975-76 | 1.º | 50   | 4.º | 39   | 5.º | 38   |
| 1974-75 | 1.º | 49   | 2.º | 44   | 3.º | 43   |
| 1973-74 | 2.º | 47   | 4.º | 43   | 1.º | 49   |
| 1972-73 | 1.º | 58   | 4.º | 37   | 5.º | 37   |
| 1971-72 | 1.º | 55   | 5.º | 33   | 3.º | 43   |
| 1970-71 | 1.º | 41   | 3.º | 37   | 2.º | 38   |
| 1969-70 | 2.º | 38   | 9.º | 22   | 1.º | 46   |
| 1968-69 | 1.º | 39   | 2.º | 37   | 5.º | 30   |
| 1967-68 | 1.º | 41   | 3.º | 36   | 2.º | 37   |
| 1966-67 | 1.º | 43   | 3.º | 39   | 4.º | 30   |
| 1965-66 | 2.º | 41   | 3.º | 34   | 1.º | 42   |
| 1964-65 | 1.º | 43   | 2.º | 37   | 5.º | 32   |
| 1963-64 | 1.º | 46   | 2.º | 40   | 3.º | 34   |
| 1962-63 | 1.º | 48   | 2.º | 42   | 3.º | 38   |
| 1961-62 | 3.º | 36   | 2.º | 41   | 1.º | 43   |
| 1960-61 | 1.º | 46   | 3.º | 33   | 2.º | 42   |
| 1959-60 | 1.º | 45   | 4.º | 30   | 2.º | 43   |
| 1958-59 | 2.º | 41   | 1.º | 41   | 4.º | 31   |
| 1957-58 | 3.º | 36   | 2.º | 43   | 1.º | 43   |
| 1956-57 | 1.º | 41   | 2.º | 40   | 4.º | 31   |
| 1955-56 | 2.º | 43   | 1.º | 43   | 4.º | 36   |
| 1954-55 | 1.º | 39   | 4.º | 30   | 3.º | 37   |
| 1953-54 | 3.º | 32   | 2.º | 36   | 1.º | 43   |
| 1952-53 | 2.º | 39   | 4.º | 36   | 1.º | 43   |
| 1951-52 | 2.º | 40   | 3.º | 36   | 1.º | 41   |
| 1950-51 | 3.º | 30   | 2.º | 34   | 1.º | 45   |
| 1949-50 | 1.º | 45   | 5.º | 26   | 2.º | 39   |
| 1948-49 | 2.º | 37   | 4.º | 33   | 1.º | 42   |
| 1947-48 | 2.º | 41   | 5.º | 36   | 1.º | 41   |
| 1946-47 | 2.º | 41   | 4.º | 33   | 1.º | 47   |
| 1945-46 | 2.º | 37   | 6.º | 20   | 3.º | 32   |
| 1944-45 | 1.º | 30   | 4.º | 20   | 2.º | 27   |
| 1943-44 | 2.º | 26   | 4.º | 23   | 1.º | 31   |
| 1942-43 | 1.º | 30   | 7.º | 14   | 2.º | 29   |
| 1941-42 | 1.º | 38   | 4.º | 28   | 2.º | 34   |
| 1940-41 | 4.º | 18   | 2.º | 20   | 1.º | 23   |
| 1939-40 | 4.º | 23   | 1.º | 34   | 2.º | 32   |
| 1938-39 | 3.º | 21   | 1.º | 23   | 2.º | 22   |
| 1937-38 | 1.º | 23   | 2.º | 23   | 3.º | 22   |
| 1936-37 | 1.º | 24   | 4.º | 14   | 3.º | 20   |
| 1935-36 | 1.º | 21   | 2.º | 20   | 3.º | 18   |
| 1934-35 | 3.º | 19   | 1.º | 22   | 2.º | 20   |
| Média   | 1,9 | 50,2 | 2,4 | 49,6 | 2,6 | 46,4 |